# Stefano Benedetto Pallavicino
Stefano Benedetto Pallavicino (Padova, 21 marzo 1672 – Dresda, 16 aprile 1742) è stato un poeta e librettista italiano, figlio del compositore Carlo Pallavicino e forse fratello di Vincenzo Pallavicini.
Lavorò presso le corti di Dresda e Düsseldorf in qualità di poeta, segretario e librettista, e durante la sua lunga carriera scrisse poco meno di venti libretti d'opera, messi poi in musica da compositori come, tra gli altri, Agostino Steffani, Antonio Lotti, Giovanni Alberto Ristori e il maggior esponente tedesco dell'opera seria italiana, Johann Adolph Hasse.
Scrisse il suo primo libretto, Antiope, nel 1689, quando aveva 17 anni. Suo è anche il testo dell'opera buffa Calandro di Giovanni Alberto Ristori, messa in scena per la prima volta nel 1726 nel castello di Pilnitz, presso Dresda, e quindi a Mosca nel 1731: fu la prima opera in assoluto ad essere rappresentata in Russia. Per Johann Adolf Hasse scrisse il libretto dell'opera seria in cinque atti Alfonso (1738).
Fu molto apprezzato anche per le sue traduzioni di Odi, Epistole e Satire oraziane.